# Stortingsvalget 2017
Stortingsvalget 2017 var et parlamentsvalg i Norge, som blev afholdt den 11. september 2017 for at vælge repræsentanter til landets nationalforsamling, Stortinget, for perioden 2017–2021. Fra 10. august var det mulig at forhåndsstemme. Valget var det første, som blev planlagt og gennemført af Valgdirektoratet.
Valgresultatet førte til at de borgerlige partier beholdt flertallet med 88 af 169 mandater, og at Erna Solberg fortsatte som statsminister. De borgerlige partier gik alle lidt tilbage, og mistede tilsammen otte mandater sammenlignet med valgresultatet i 2013. Kristelig Folkeparti havde sit dårligste valg siden 1936 og var herefter kun repræsenteret fra fylkene langs kysten fra Møre og Romsdal til Telemark.
Arbeiderpartiet havde størst tilbagegang af alle partier og havde sit næstdårligste valg siden 1924 med en nedgang på 3,1 procentpoint og seks mandater. Senterpartiet havde størst fremgang, og havde sit bedste valg siden 1993. Partiet øgede tilslutningen med 4,8 procentpoint og ni mandater sammenlignet med det dårligste resultat for partiet siden 2013. Rødt kom ind i Stortinget for første gang, med et mandat.
Af de indvalgte repræsentanter var der 69 kvinder og 17 repræsentanter under 30 år. Kvindeandelen var den højeste og gennemsnitsalderen på 45,8 år den laveste nogensinde. Valgdeltagelsen var omtrent den samme som sidst på 78,3 %, den var højest i Akershus (81,2 %) og lavest i Finnmark (72,6 %).
Samtidig med stortingsvalget blev der afholdt sametingsvalg og ekstraordinært kommunestyrevalg til den nye Færder kommune.
Riksvalgstyret afholdt møde 27. september 2017 for at behandle indkomne klager om valggennemførelsen, fordele udjævningsmandater og skrive under på fuldmagter til de valgte repræsentanter og vararepræsentanter. De 19 udjævningsmandater blev fordelt til Sosialistisk Venstreparti (6), Kristelig Folkeparti (5), Venstre (4), Høyre (3) og Senterpartiet (1).
Olemic Thommessen ble genvalgt som stortingspræsident med 86 stemmer, 80 stemte for oppositions kandidat Eva Kristin Hansen. Tre stemte blankt. Hansen blev derefter valgt til 1. vicepræsident. Øvrige vicepræsidenter: Morten Wold, Magne Rommetveit, Nils T. Bjørke og Abid Raja.

## Valresultat
100 % af stemmerne optalt.
| Parti                           | Parti                            | Stemmer   | Stemmer | Stemmer | Mandater | Mandater |
| Parti                           | Parti                            | #         | %       | ±       | #        | ±        |
| ------------------------------- | -------------------------------- | --------- | ------- | ------- | -------- | -------- |
|                                 | Arbeiderpartiet (Ap)             | 800.947   | 27,4    | -3,5    | 49       | -6       |
|                                 | Høyre (H)                        | 732.895   | 25,0    | -1,8    | 45       | -3       |
|                                 | Fremskrittspartiet (FrP)         | 444.681   | 15,2    | -1,2    | 27       | -2       |
|                                 | Senterpartiet (Sp)               | 302.017   | 10,3    | +4,8    | 19       | +9       |
|                                 | Sosialistisk Venstreparti (SV)   | 176.222   | 6,0     | +1,9    | 11       | +4       |
|                                 | Venstre (V)                      | 127.910   | 4,4     | -0,8    | 8        | -1       |
|                                 | Kristelig Folkeparti (KrF)       | 122.797   | 4,2     | -1,4    | 8        | -2       |
|                                 | Miljøpartiet De Grønne (MDG)     | 94&.788   | 3,2     | +0,4    | 1        | 0        |
|                                 | Rødt (R)                         | 70.522    | 2,4     | +1,3    | 1        | +1       |
|                                 |                                  |           |         |         |          |          |
|                                 | Pensjonistpartiet (PP)           | 12.855    | 0,4     | +0,0    | 0        | +0       |
|                                 | Helsepartiet                     | 10.337    | 0,4     | nyt     | 0        | nyt      |
|                                 | Partiet De Kristne (PDK)         | 8.700     | 0,3     | -0,3    | 0        | +0       |
|                                 | Liberalistene                    | 5.599     | 0,2     | nyt     | 0        | nyt      |
|                                 | Demokratene i Norge (DEM)        | 3.830     | 0,1     | +0,1    | 0        | +0       |
|                                 | Piratpartiet                     | 3.356     | 0,1     | -0,2    | 0        | +0       |
|                                 | Alliansen                        | 3.311     | 0,1     | nyt     | 0        | nyt      |
|                                 | Kystpartiet (KP)                 | 2.467     | 0,1     | +0,0    | 0        | +0       |
|                                 | Nordmørslista                    | 2.135     | 0,1     | nyt     | 0        | nyt      |
|                                 | Feministisk Initiativ (FI)       | 696       | 0,0     | nyt     | 0        | nyt      |
|                                 | Norges Kommunistiske Parti (NKP) | 309       | 0,0     | +0,0    | 0        | +0       |
|                                 | Norgespartiet                    | 151       | 0,0     | nyt     | 0        | nyt      |
|                                 | Verdipartiet                     | 151       | 0,0     | nyt     | 0        | nyt      |
|                                 | Samfunnspartiet                  | 104       | 0,0     | +0,0    | 0        | +0       |
|                                 | Nordting                         | 59        | 0,0     | nyt     | 0        | nyt      |
| Totalt                          | Totalt                           | 2.926.836 | 100,0   | –       | 169      | ±0       |
| Blanke og ugyldige stemmer      | Blanke og ugyldige stemmer       | 23.695    | 0,8     | +0,2    | –        | –        |
| Stemmeberettigede/valgdeltagere | Stemmeberettigede/valgdeltagere  | 3.765.245 | 78,4    | -0,1    | –        | –        |
| Kilde: valgresultat.no          |                                  |           |         |         |          |          |

### Resultat efter fylke
- Arbeiderpartiet
- Høyre
- Fremskrittspartiet
- Senterpartiet
- Sosialistisk Venstreparti
- Venstre
- Kristelig Folkeparti
- Miljøpartiet De Grønne
- Rødt